# Verfassungsfeindlichkeit
Als verfassungsfeindlich bezeichnet man Personen oder Organisationen, deren Ziele oder Ideen sich gegen grundlegende Verfassungswerte richten.
In seinem Verbotsurteil gegen die SRP hat das Bundesverfassungsgericht 1952 die Mindestprinzipien der freiheitlich-demokratischen Grundordnung der Bundesrepublik definiert. Diese sind: „die Achtung vor den im Grundgesetz (GG) konkretisierten Menschenrechten, vor allem vor dem Recht der Persönlichkeit auf Leben und freie Entfaltung, die Volkssouveränität, die Gewaltenteilung, die Verantwortlichkeit der Regierung, die Gesetzmäßigkeit der Verwaltung, die Unabhängigkeit der Gerichte, das Mehrparteienprinzip und die Chancengleichheit für alle politischen Parteien mit dem Recht auf verfassungsmäßige Bildung und Ausübung einer Opposition“. Eine Partei, die diese Prinzipien ablehnt oder dagegen agitiert, gilt als verfassungswidrig.
Verfassungswidrig im Sinne von Art. 21 Abs. 2 GG ist eine Partei aber erst, wenn sie mit Gewalt gegen diese Grundordnung vorgeht oder Gewalt als Mittel propagiert. Im Urteil zum KPD-Verbot von 1956 heißt es daher: „Es muss vielmehr eine aktiv kämpferische, aggressive Haltung gegenüber der bestehenden Ordnung hinzukommen. Sie muss planvoll das Funktionieren dieser Ordnung beeinträchtigen, im weiteren Verlauf diese Ordnung selbst beseitigen wollen.“
Eine aktiv kämpferische Haltung gegenüber der bestehenden Ordnung konnte der NPD bis 2012 nicht nachgewiesen werden.
Am 17. Januar 2017 lehnte es das Bundesverfassungsgericht ab, die NPD zu verbieten, da das Ziel der NPD zwar die Beseitigung der freiheitlichen demokratischen Grundordnung sei, es aber an konkreten Anhaltspunkten von Gewicht fehle, die es zumindest möglich erscheinen lassen, dass dieses Handeln zum Erfolg führt. Die Partei sei zu weit von demokratisch legitimierter Gestaltungsmacht entfernt.
Auf verfassungsfeindliche Aktivitäten stellten der Adenauer-Erlass von 1950 und der Radikalenerlass von 1972 ab.
Auch die Strafverfolgung bei einer Gefährdung des demokratischen Rechtsstaates wie der verfassungsfeindlichen Verunglimpfung von Verfassungsorganen (§ 90b StGB) knüpft am Merkmal der Verfassungsfeindlichkeit im Sinne eines Bestrebens gegen Verfassungsgrundsätze an. Zur juristischen Beweisführung reicht die Behauptung einer sog. Kontaktschuld des Angeklagten jedoch nicht aus.
Bei den Landtagswahlen Thüringen 2024 erhielt die AFD die meisten Stimmen. Der CDU-Bundestagsabgeordnete Marco Wanderwitz und andere brachten daraufhin im Bundestag einen fraktionsübergreifenden Gruppenantrag ein, der darauf hinwirkte abzustimmen, ob ein Parteiverbotsverfahren der AFD beim Bundesverfassungsgericht beantragt werden soll.